# Richard III. (1976)
Leben und Tod König Richard III. ist die 1976 geschaffene Aufzeichnung des Fernsehens der DDR einer Übersetzung und Inszenierung von Manfred Wekwerth des gleichnamigen Schauspiels von William Shakespeare am Deutschen Theater Berlin.

## Handlung
Da es sich hier um eine Theaterinszenierung handelt, siehe: Richard III.

## Produktion
Die Premiere dieser Inszenierung fand am 22. März 1972 im Berliner Deutschen Theater statt. Hier wurde auch die Vorstellung mit der Dramaturgie von Werner Heinitz und den Kostümen von Johanna Kieling aufgezeichnet.
Die Erstausstrahlung erfolgte als Direktübertragung aus dem Deutschen Theater Berlin im 1. Programm des Fernsehens der DDR am 2. Mai 1976 in Farbe.

## Kritik
Ernst Schumacher meint in der Berliner Zeitung:

„Alles in allem gibt es also spektakuläres Theater, darstellerische Ausdruckskraft, ungehemmtes Ausspielen leidenschaftlicher Gefühle und Gedanken, aber auch eine auffällige Ungestaltetheit der gesellschaftlichen Hintergründe und Perspektive.“

Helmut Ullrich schrieb in der Neuen Zeit: 

„Kraftvoll hat sich Manfred Wekwerth dieses Historiendramas bemächtigt: seine Inszenierung im Deutschen Theater entwirft energiegeladen eine Atmosphäre des Schreckens und der Gewalttätigkeit, ein Panorama feudaler Machtkämpfe, das von sinnenhafter Leidenschaftlichkeit bebt Hier wird Shakespeares dramatische Wucht ungebrochen lebendig.“